# Carlos Augusto de Araújo Lima
Carlos Augusto de Araújo Lima, mais conhecido como Carlos Augusto, (Campo Maior, 29 de outubro de 1944 – Teresina, 28 de agosto de 2010) foi um jornalista e político brasileiro, que foi deputado estadual pelo Piauí.

## Dados biográficos
Filho de Domingos Bezerra Lima e Adélia Araújo Lima. Iniciou sua vida profissional na Rádio Difusora e depois assumiu a direção de jornalismo de emissoras como a Rádio Pioneira e a Rádio Globo Teresina. A seguir foi diretor de jornalismo e apresentador do Bom Dia Piauí na TV Clube e a seguir desempenhou essa última função no programa Cidade Livre na TV Cidade Verde. Nos dois casos trabalhou ao lado de Deoclécio Dantas.
Chefe do departamento de Comunicação Social da Universidade Federal do Piauí, ocupou o cargo equivalente ao de secretário de Comunicação Social nos governos de João Clímaco d'Almeida, Petrônio Portela e Helvídio Nunes. Sua vida política teve início na ARENA em 1970, como primeiro suplente de vereador de Teresina, sendo eleito em 1972 com 13,26% dos votos válidos, recorde ainda vigente.
Eleito deputado estadual em 1974 e suplente em 1978, reassumiu o mandato quando o governador Lucídio Portela escolheu três deputados para compor sua equipe. Com o fim do bipartidarismo ingressou no PDS e tentou um novo mandato nas três eleições vindouras, mas não teve sucesso. Nomeado assessor parlamentar do governador Hugo Napoleão, foi demitido quando este rompeu com Lucídio Portela em meio às discussões envolvendo a sucessão presidencial de 1985 na qual Tancredo Neves derrotou Paulo Maluf e foi eleito sucessor do presidente João Figueiredo.
Em 1986 seguiu seu partido no apoio a Alberto Silva e com a vitória do mesmo na disputa para governador foi nomeado assessor parlamentar do Escritório de Representação do Governo do Piauí em Brasília, retornando ao jornalismo logo depois. Convidado pelo prefeito Wall Ferraz, filiou-se ao PSDB e voltou a disputar um mandato de deputado estadual em 1994, quando obteve a terceira suplência. Nos anos seguintes alternou-se entre o cargo de secretário de Comunicação Social do governo Mão Santa e o retorno à Assembleia Legislativa graças a injunções do chefe do Executivo. Carlos Augusto atingiu a primeira suplência em 1998, porém a reeleição do governador Mão Santa o fez voltar ao Poder Legislativo mediante convocação.
Após renunciar à disputa por um novo mandato em 2002, voltou ao jornalismo como comentarista político na capital piauiense em veículos como Rádio Difusora, Rádio Pioneira, Rádio Globo Teresina, Teresina FM, TV Antena 10 e Rede Meio Norte, além de emissoras de rádio do interior do estado como: Difusora de Picos, Imperial, de Pedro II e Itamaraty de Piripiri.

## Vida pessoal
Submetido a um transplante de fígado na cidade de São Paulo em 1994, vivia sob tratamento médico embora o mesmo sofresse ainda com problemas renais crônicos e diabetes. Em sua última internação foi levado à Unidade de Terapia Intensiva do Pronto Med, teve problemas respiratórios, três paradas cardíacas e um infarto agudo no miocárdio, quadro que o levou ao coma e à morte. Seu velório aconteceu no salão nobre da Assembleia Legislativa e o sepultamento no cemitério Jardim da Ressurreição.
Carlos Augusto era casado com Maria Constância Fonseca de Araújo Lima, com quem teve dois filhos, Maria e Carlos Augusto Filho.